# نمط مماثل للحلقة الجذعية 2 لمغم 3' لفيروس كورونا

التسلسل المحفوظ والبنية الثانوية المتنبئ بها الخاصة بنمط العقدة 2

نمط مماثل للحلقة الجذعية 2 لمغم 3' لفيروس كورونا (بالإنجليزية: Coronavirus 3′ stem-loop II-like motif)‏ ويُعرف كذلك بـ(s2m) هو هيئة ونمط من أنماط البنية الثانوية للرنا تم تحديده في المنطقة غير المترجمة 3' الخاصة بجينومات الفيروسات النجمية وفيروسات كورونا والفيروسات الأنفية الخيلية.، وظيفته غير معروفة لكن وُجد أن العديد من المناطق غير المترجمة 3' تلعب دورا في تضاعف وتعبئة الفيروس.
يبدو أن هذا النمط منحفط على كلا المستويين تسلسل النوكليوتيدات وبنية التطوي الثانوية ما يوحي باصطفاء تطوري قوي لانحفاظه. تواجد هذا النمط المحفوظ في مختلف العائلات الفيروسية يوحي بأنه كان نتيجة حادثتي تأشيب منفصلتين على الأقل. حتى اليوم، وُصف s2m في أربع عائلات فيروسات رنا مفردة السلسلة موجبة الدلالة: النجمية والكأسية والبيكورناوية وكورونا. يمكن للفيروسات التي تحتوي s2m إصابة مجموعة واسعة من الفقاريات العليا مثل: الطيور، الخفافيش، الأحصنة، الكلاب والبشر، وتبدي انتحاءات نسيجية متنوعة. يبدو أن هنالك نديد أجنبي في أنواعٍ من الحشرات ذات الصلة البعيدة.
من عائلات الرنا الأخرى التي تم تحديدها في فيروسات كورونا: عنصر تحفيز انزياح الإطار لفيروس كورونا، إشارة تجميع فيروس كورونا والعقدة الكاذبة لمغم 3' لفيروس كورونا.

## الأهمية البيولوجية
أثناء إصابة المضيف بالرنا الفيروسي، يبدو أن s2m يرتبط أولا بواحدٍ أو عدة بروتينات كآلية يقوم بها الرنا الفيروسي لتبديل تخليق البروتين الخلوي بالفيروسي، ولوحظ هذا كذلك في تغيير s2m لتطوي جزيئات الرنا الريبوسومية الكبيرة. يُعتبر عنصر الرنا s2m هدفا فعالا في تصميم العقارات المضادة للفيروسات وقليلات النوكليوتيد مضادة الدلالة.
```
بناء على تحاليل 
معلوماتية حيوية
 تم تحديد 
رنا ميكروي
 بشري (miRNA hsa-mir-1307) يُفترض أنه يتآثر مع المنطقة غير المترجمة 3' لسارس-كوف-2 وتتشابه تآثراته مع نظيرتها في 
فيروس إنفلونزا أ
 
H5N1
 على أنه هدف علاجي محتمل.
[
7
]
```

## الفرق في بنية s2m بين سارس-كوف وسارس-كوف-2

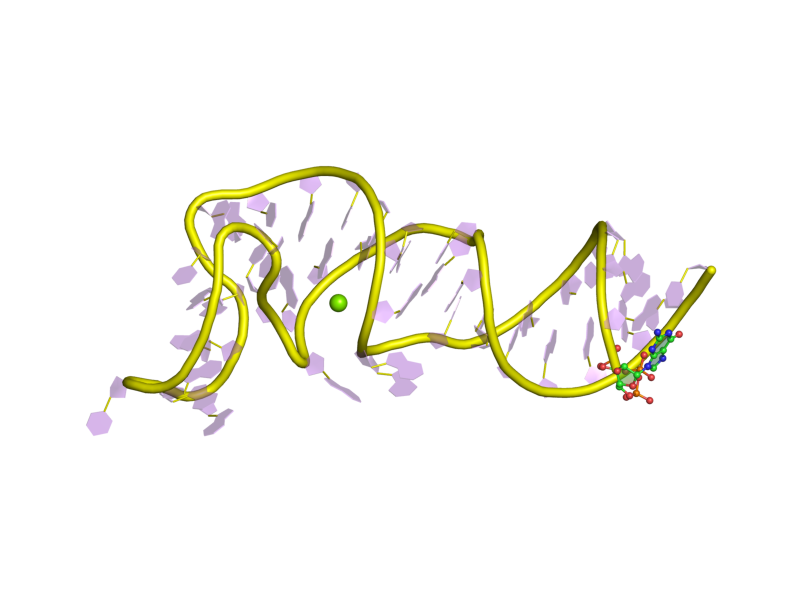
تمثيل للبنية ثلاثية الأبعاد لنمط s2m.

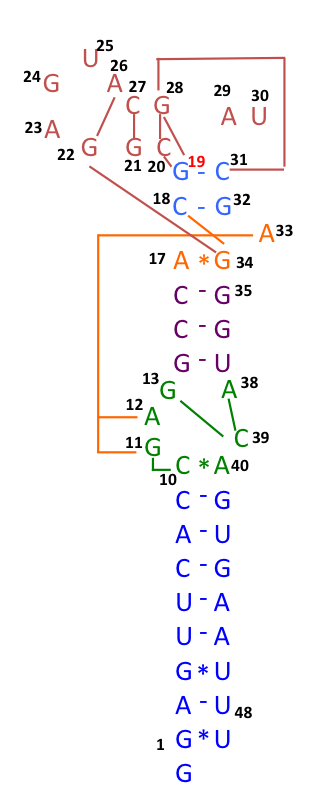
تمثيل تخطيطي لبنية الرنا الثانوية لـs2m، مع تآثرات ثالثية موضحة بأنها ترابطات بعيدة.

البنية الكريستالية الإجمالية (بدقة 2.7 أنغستروم) المحددة بعلم البلورات السيني الخاصة بنمط s2m الخاص بسارس-كوف تختلف عن البنية الثانوية لنمط s2m الخاص بسارس-كوف-2 المحددة بواسطة مطيافية الرنين المغناطيسي النووي. اقتُرح وجود تآثرات بعيدة بين المنطقة غير المترجمة 5' وs2m في جينوم سارس-كوف-2.

## الطفرات في سارس-كوف-2: منطقة تأشيب ساخنة بدل نمط رنا منحفظ
أثناء جائحة كوفيد 19، وُجدت العديد من الحذوفات أو الطفرات في تسلسلات العديد من جينومات سارس-كوف-2 المستخلصة من أستراليا مثل (29742G>A  أو 29742G>U،‏ "G19A" أو "G19U") في النمط s2m، وهو ما يشير إلى احتمال حدوث تأشيب رنا في عنصر الرنا هذا. تم التنبؤ بأن المواضع: 29742G("G19") و29744G("G21") و29751G("G28") كانت مواضع تأشيب ساخنة. رُبطت الطفرة "29742G>U" كذلك بالمسافرين العائدين من إيران إلى أستراليا ونيوزيلندا. وُجد في ثلاث مرضى بسفينة أميرة الألماس طفرتين 29736G > T و29751G > T ‏ ("G13" و"G28") في النمط s2m الخاص بسارس-كوف-2، وافتُرض أن "G28" كان موضع تأشيب ساخن في متحورات سارس-كوف-2 في أستراليا. تلمح هذه النتائج إلى أن s2m الخاص بسارس-كوف-2 هو منطقة تأشيب/طفرات ساخنة بدل أن يكون نمط رنًا منحفظ كما هو الحال في فيروسات كورونا الأخرى.
أظهرت المحاكاة بالديناميكا الجزيئية أن كلا متحوري S2M: ‏ 29734G>C (G11C) و29742G>U (G19U) لسارس-كوف-2 يغيران استقرار بنية الرنا، وهو ما يطرح أسئلة حول الصلة والأهمية الوظيفية لـs2m في تضاعف سارس-كوف-2.